# 闽浙赣革命根据地
闽浙赣革命根据地是中国共产党在第一次国共内战、抗日战争和第二次國共內戰期间的战略基地，其辖区最大时包括福建西北部、江西东北部、湘赣交界地区以及浙南、浙西南等地。:1

## 历史

### 第一次国共内战时期
1931年9月，中共赣东北省委成立。11月，赣东北省第一次工农兵代表大会在葛源（今江西省上饶市横峰县葛源镇）召开，成立赣东北省苏维埃政府，方志敏任主席。下辖闽北分区苏维埃政府（1931年7月成立）。1932年底，赣东北革命根据地扩大到闽浙赣三省，形成闽浙赣革命根据地。1932年12月11日，赣东北省苏维埃政府改称闽浙赣省苏维埃政府，方志敏仍任主席，根据地进入鼎盛时期，囊括上饶、横峰、弋阳、崇安、开化等20余县，拥有人口约100万，闽浙赣红军发展到一万余人。
1933年4月26日，中华苏维埃共和国临时中央政府人民委员会决定将闽北和信抚两块根据地从闽浙赣省划出与中央苏区的建宁、黎川、泰宁3县合并，成立直属中央苏区的闽赣省。红十一军和闽北独立师从闽浙赣省军区划归闽赣省。红11军调中央苏区改编为红七军团，归中央红军建制。
1935年1月下旬，红十军团在懷玉山之戰中失败，方志敏等被俘。2月，闽浙赣省直机关干部大会上，省苏维埃政府工作部门精简。不久，闽浙赣省苏维埃政府被撤销。

### 抗日战争时期
1937年7月，三年游击战争时期的闽赣边委、闽北游击区、闽东特委（游击区）和闽中工委（游击区）等红军力量控制的根据地组成闽浙赣边区。1937年，游击区呼吁当局与中共和谈，福建省政府派遣代表分别与三个游击区中共代表谈判，于1937年底达成协议，将红军游击队改编为国民革命军游击队:13-30。1938年6月，为适应抗日战争需要，中共中央将三区的党组织合并为中国共产党福建省委员会。:1

### 第二次国共内战时期
1947年1月，福建省委改组为中共闽浙赣区党委:351。5月，浙南特委归闽浙赣区党委领导，9月改称闽浙赣省委。同时，闽浙赣省委发展了城市工作部组织，各城工部委员会在各地成立:612。1948年，城工部事件发生，导致大量地下党员被秘密处死，省委亦切断了与城工部党员的联系（直到1956年，中共才宣布为城工部事件平反，承认城工部是“党的组织”）。:439-4431949年，闽浙赣省委与和上级组织断联的城工部党员配合解放军解放并接管了福建大部分地区。闽浙赣省委亦有向湘中、皖南、香港、台湾等地发展党员。:378, 392
1949年8月中旬，福州解放，24日福建省人民政府成立:554，闽浙赣省委的任务完成，其武装力量也收编入中国人民解放军。:564-565